# バランチジウム症

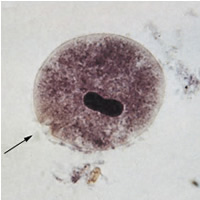
大腸バランチジウムの栄養体

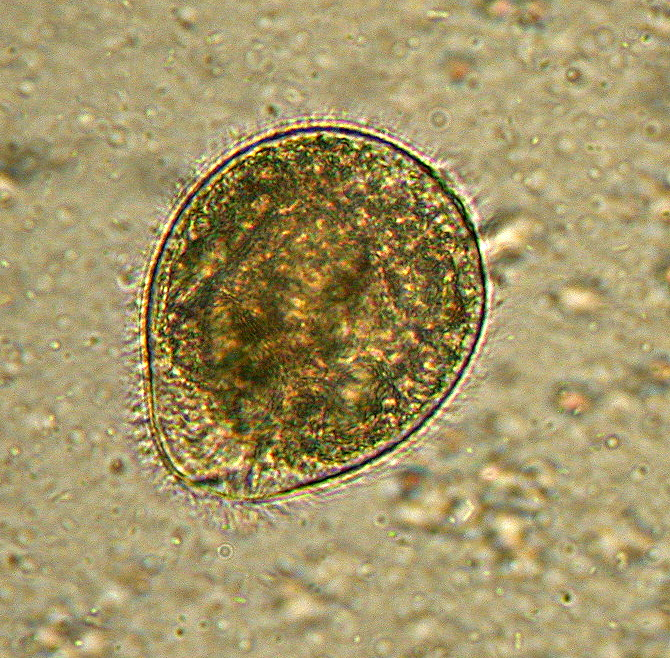
糞便試料上の大腸バランチジウム。繊毛に囲まれている。

バランチジウム症（ばらんちじうむしょう、英:balantidiosis）とは繊毛虫の一種である大腸バランチジウム（Balantidium coli）寄生を原因とする寄生虫病。大腸バランチジウムはブタ、ヒト、サル、イヌ、齧歯類に寄生する。寄生はシストの経口摂取により成立し、腸管上部で脱シストして栄養体となり、大腸内で分裂増殖する。成豚では不顕性感染が多く、幼豚では下痢、赤痢、貧血を示す。ヒトでは下痢、赤痢、貧血を、イヌでは下痢、赤痢、腹痛、食欲不振、抑鬱、脱水を示す。診断は糞便検査でシストを検出することによる。治療にはメトロニダゾールの経口投与が有効。